# Pinsà vinós
El pinsà vinós (Carpodacus vinaceus) és una espècie d'ocell de la família dels fringíl·lids (Fringillidae).

## Hàbitat i distribució
Habita boscos de coníferes i mixts de les muntanyes de Nepal, nord de l'Índia, oest de la Xina i nord de Myanmar.

## Taxonomia
No s'han descrit subespècies però Carpodacus formosanus era considerat de la mateixa espècie fins que van ser separats arran els treballs de Wu et al. 2011 i Tietze et al. 2013.